# 謝里登莊園 (伊利諾伊州)
謝里登莊園（英語：Sheridan Estates）是位於美國伊利諾伊州亞當斯縣的一個非建制地區。該地的面積和人口皆未知。

## 地理
謝里登莊園的座標為39°53′12″N 91°22′19″W / 39.88667°N 91.37194°W，而該地的平均海拔高度為184米（即604英尺）。